# 지놈앤컴퍼니
지놈앤컴퍼니(Genome&Company)는 대한민국의 마이크로바이옴과 신규 타깃 면역항암제 기업이다. 본사는 경기도 수원시 영통구 창룡대로 256번길 50 7~8층에 위치해 있으며 대표이사는 홍유석이다. 2024년 스위스 제약사 디바이오팜에 항체-약물접합체(ADC) 물질 'GENA-111'을 기술 이전하는 계약을 체결한 적이 있다

## 상장
2020년 12월 23일 공모가 40,000원에 한국투자증권을 주관사로 코넥스에서 코스닥으로 이전상장하였다

## 참고문헌
1. ↑  지놈앤컴퍼니, 마이크로바이옴 '원툴' 탈피…"항암제 연내 기술이전", 히트뉴스, 2023년 8월 21일
2. ↑  지놈앤컴퍼니, 홍유석 신임 총괄대표 영입, 바이오스펙테이터, 2023년 5월 8일
3. ↑  김현수, 지놈앤컴퍼니 "스위스 제약사에 ADC 물질 기술 이전", 연합뉴스, 2024년 6월 3일
4. ↑  김영배, ‘코넥스 대장주’ 지놈앤컴퍼니 공모가 4만원···23일 코스닥 상장, 한겨레, 2020년 12월 10일